# Clube de Futebol da Trafaria
Clube de Futebol da Trafaria (CFT) é um clube desportivo português fundado em 1937 com sede na vila da Trafaria, Município de Almada, Distrito de Setúbal.
A equipa disputa os seus jogos em casa no Campo Pepita, também localizado na Trafaria, com capacidade para 660 espectadores.
O Clube está filiado na Associação de Futebol de Setúbal e Federação Portuguesa de Futebol.

### Palmarés
- Campeonato da Iª Divisão Distrital da AF Setúbal: 3 (1975/76, 1978/79 e 1988/89)